# Carl Richard Linke
Carl Richard Linke (* 20. November 1889 in Forst (Lausitz); † 8. Januar 1962 ebenda) war von Beruf Schlosser. Von 1911 bis 1917 diente er als Matrose in der Hochseeflotte der Kaiserlichen Marine. Er gehörte zur ersten Besatzung der 1911 in Dienst gestellten Helgoland. Er führte Tagebücher wie auch der später an Bord kommandierte Richard Stumpf. Von Linkes Tagebüchern ist ein umfangreiches von ihm selbst verfasstes Typoskript erhalten geblieben. Im Gegensatz zu Stumpf stand er dem Militär reserviert gegenüber. Im Zuge der Marineunruhen im Sommer 1917 wurde Linke wegen angeblicher politischer Betätigung zu zehn Jahren Zuchthaus verurteilt, die auf sechs Jahre reduziert wurden und verbrachte diese zunächst in Celle und ab Anfang 1918 in Rendsburg. Im Zuge des Kieler Matrosenaufstands im November 1918 wurde er befreit. Danach suchte er seine ehemaligen Kameraden der SMS Helgoland und fand einen Teil in Bremen. Linke berichtete ausführlich über deren Beweggründe, den geplanten Flottenvorstoß im Oktober 1918 zu verhindern. Insbesondere war die Mannschaft der Ansicht, dass der Vorstoß die Waffenstillstandsverhandlungen torpedieren, die Regierung Max von Baden stürzen und die Alldeutschen in ihrer Kampagne unterstützen sollte, eine „nationale Volkserhebung“ zu initiieren.

## Ausbildung
Die Eltern waren Kleinbauern, aber einige Jahre nach Carl Linkes Geburt eröffnete der Vater einen Fahrradhandel. Carl Linke durchlief nach Abschluss der Schule eine Schlosserlehre, trat einem Radsportverein bei und machte das Radfahren zu seinem intensiv betriebenen Hobby. Er ging auf Wanderschaft und arbeitete in unterschiedlichen Berufen. Er war vielseitig interessiert. Im Januar 1911 begann er als Werkzeugmacher in der kleinen Fahrradfabrik Wilh. Noelling in Valbert im Sauerland zu arbeiten. Dort stieg er bald zum Vorarbeiter auf. Nach seiner Musterung wurde er zur Marine eingeteilt, was er wesentlich besser fand als zum Heer zu kommen. Doch empfand er die kommende Dienstzeit als Störung und hoffte bald wieder auf seinen Posten in der Fabrik zurückkehren zu können.

## Kaiserliche Marine
Im Sommer 1911 musste Linke seinen 3-jährigen Wehrdienst auf der SMS Helgoland (nach einer einmonatigen Ausbildung an Land) antreten. Nach verschiedenen Tätigkeiten an Bord wurde er in der Feuerleitung der schweren Artillerie eingesetzt. Im März 1914 wurde er zum Obermatrosen befördert und hoffte im September entlassen zu werden. Aber mit Ausbruch des Ersten Weltkriegs musste Linke bei der Marine bleiben und gehörte weiterhin als Obermatrose zur Besatzung der SMS Helgoland.

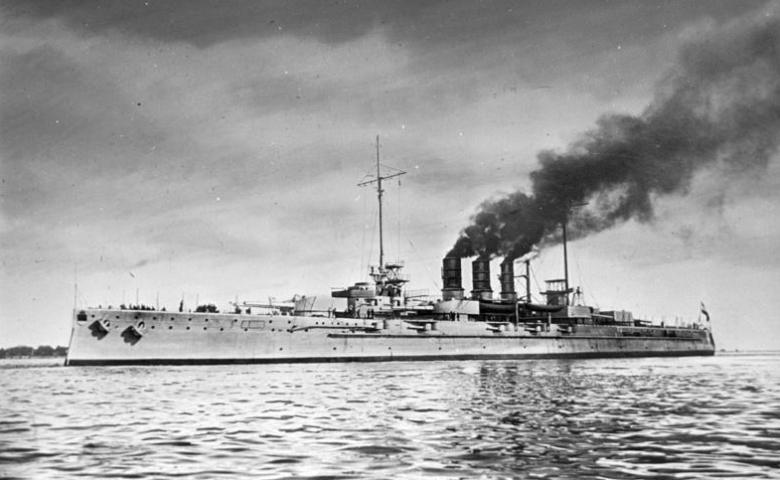
Linienschiff SMS Helgoland, I. Geschwader, Indienststellung August 1911, Besatzung 1071 Unteroffiziere und Mannschaften, 42 Offiziere; Heimathafen Wilhelmshaven.

## Tagebücher
Wie Richard Stumpf war Linke belesen und verfolgte die Ereignisse mit großem Interesse. Er unternahm selten Landgänge und verbrachte seine Zeit mit Studien insbesondere von Reclam-Heften. Verschiedene Stellen seiner Tagebücher belegen eine kritische Sicht der Entwicklung und eine Eigenständigkeit in seinen Urteilen, so beispielsweise seine Gedanken über die in Deutschland wahrgenommene „Einkreisung“, die er im Gegensatz zu seinen Zeitgenossen, die hier den „Krämergeist“ und den „Neid“ der Engländer als Ursache sahen, als Versagen der deutschen Diplomatie interpretierte. Linke sah sich jedoch als unpolitisch an und hatte ein distanziertes Verhältnis zur Obrigkeit, während Stumpf eine konservative Weltanschauung hatte.
Im Verlauf seiner Dienst- und Gefängniszeit verfasste Linke insgesamt sechs Tagebücher, von denen leider nur eine Abschrift in Form eines mit einer einheitlichen Schreibmaschinenschrift vermutlich von Linke selbst geschriebenen Typoskripts erhalten geblieben ist. Insgesamt handelt es sich um 335 im Matrizenverfahren vervielfältigte Seiten, die Linke lose in einem Aktendeckel verwahrte und handschriftlich nummerierte. Er nahm einige wenige handschriftliche Korrekturen vor. Das sechste Tagebuch ging leider verloren, so dass Linke dies nachträglich aus seiner Erinnerung niederschrieb. Das Typoskript plus weiteres Material (siehe unter Quellen) wurde von Michael Epkenhans erworben und wird seitdem im Wehrgeschichtlichen Ausbildungszentrum der Marineschule Mürwik aufbewahrt.

## Erinnerungen bis 1917
Obwohl Stumpf und Linke unterschiedliche Sichtweisen auf die Dinge hatten, stimmen die beiden Erinnerungen in ihren Grundtendenzen überein:
- Beide beklagten die Eintönigkeit und Routine an Bord, verursacht durch die Zurückhaltung der Hochseeflotte.
- Beide übten scharfe Kritik an den meisten ihrer Offiziere, insbesondere daran, dass diese nicht bereit seien, die Entbehrungen der Mannschaften bezüglich der Verpflegung auch nur ansatzweise zu teilen.

Während jedoch Stumpf die Skagerrakschlacht im Frühsommer 1916 euphorisch beschreibt, findet sich bei Linke eine nüchterne Darstellung, die seine distanzierte Haltung zum Krieg bestätigt.

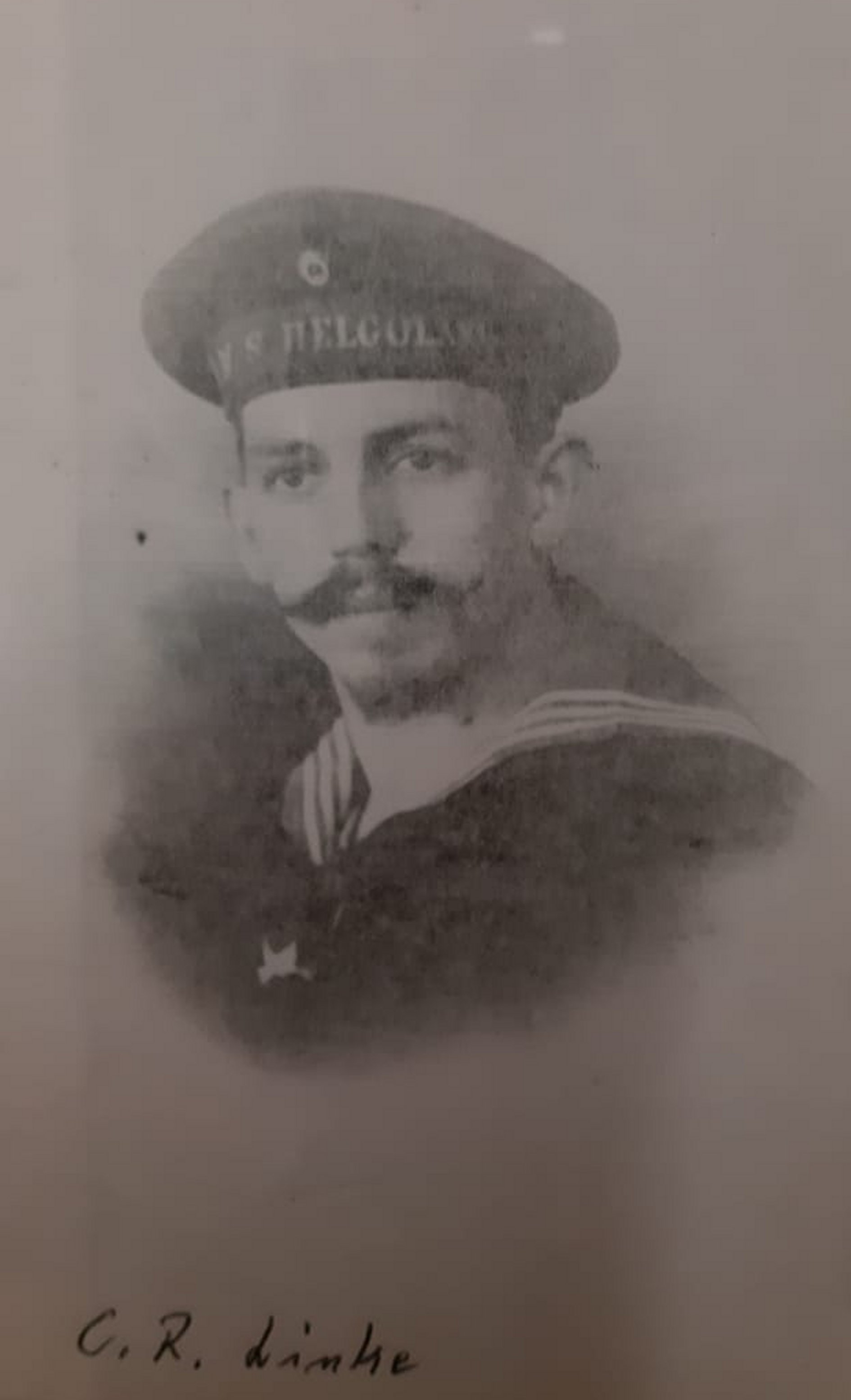
Carl Richard Linke als Angehöriger der Kaiserlichen Marine. Bildquelle: Marineschule Mürwik/WGAZ

Besonders interessant an Linkes Erinnerungen sind seine Beschreibungen der Unruhen in der Marine im Sommer 1917. Nach seinen Aussagen war er in keiner Weise an den sich damals zuspitzenden Ereignissen beteiligt. Dennoch wurde er verhaftet und kurze Zeit später zu einer Zuchthausstrafe verurteilt. Er hatte ein Mitglied der Menagekommission auf dessen Wunsch zu einer Zusammenkunft in das Lokal „Banter Schlüssel“ begleitet. Dort ergab sich für ihn eine Gelegenheit, auf die er schon längere Zeit hingearbeitet hatte, sich für eine Weiterbildung seiner Kameraden zu engagieren. Er wollte dem „allgemeinen Stumpfsinn“ entgegenwirken. Dazu bezog er Selbstunterrichtsbriefe nach der Methode Rustin. In dem Lokal sprach er dann anhand von vorher angefertigten Notizen über das Thema „Ursachen des gegenwärtigen Krieges auf dem Balkan“. Als er das größer werdende Interesse der Anwesenden bemerkte, weitete sich das Kneipengespräch zu einem regelrechten Vortrag aus. Die Teilnehmer wurden kurz darauf von Zivilpolizei verhaftet. Dabei wurde Linke von einem der Polizisten als „Wortführer“ bezeichnet. Ihm wurde dann in den folgenden Verhören, die Kriegsgerichtsrat Dr. Loesch in kameradschaftlichem Ton führte, ohne jeglichen Beweis eine Beteiligung an einem behaupteten Aufstandsversuch in den Mund gelegt. Linke schrieb anlässlich der parlamentarischen Untersuchungen in der Weimarer Republik an Richard Stumpf: "Er [Loesch] diktierte seinem Schreiber (mit dem er anscheinend sehr einig war) die Protokolle, der Schreiber schrieb, ich mußte unterzeichnen. Mir war es gleich, denn ich hoffte, daß in der Gerichtsverhandlung alles genau zur Sprache kommen wird. Aber unsere Sache war innerhalb einer halben Stunde erledigt. Ich kann mich nicht recht besinnen, ob an mich überhaupt ein paar Fragen gerichtet wurden. Belastungszeugen hatte ich natürlich nicht, da ich weder etwas Unrechtes getan noch gesagt habe, es wurde ‚deshalb‘ auch keiner von unseren Kameraden vereidigt. Der einzige Belastungszeuge war ein Kriminalbeamter Steffen. Er wurde natürlich vereidigt, und er beschwor, von dem, was ich sprach, nichts gehört zu haben. Und dieses war so ‚furchtbar belastend‘. Kurz gesagt, wir wurden verurteilt, doch nicht etwa, weil wir haben …, sondern weil anzunehmen war, daß wir dachten zu wollen." Linke wurde zu zehn Jahren Zuchthaus verurteilt, die der Flottenchef Reinhard Scheer auf sechs Jahre reduzierte. Er musste die Strafe in Celle und ab Frühjahr 1918 bis zur Befreiung im November in Rendsburg absitzen.
Richard Stumpf kommentierte die drastischen Urteile, darunter auch die Todesurteile gegen Reichpietsch und Köbis, mit den Worten: „Ich hätte jeden für einen Narren erklärt, der behauptet hätte, daß in meinem Vaterlande ein Mensch zu Zuchthaus und zum Tode verurteilt werden kann, ohne daß er etwas Unrechtes getan hat. Allmählich geht mir eine ganze Bogenlampe auf, warum manche Menschen das Militär und sein System mit solcher Leidenschaft bekämpfen. Armer Karl Liebknecht! Wie tust du mir heute leid.“
Linke weigerte sich, sein Urteil zu unterschreiben, da er damit nach seiner Auffassung alle Urteile einschließlich der Todesurteile anerkannt hätte und da er hoffte, eines Tages eine Revision erreichen zu können. Zum anderen wollte er nicht mehr „für das kaiserliche Deutschland als Soldat […] kämpfen.“ Ein von der Familie beauftragter Anwalt empfahl, ein Gnadengesuch einzureichen. Auch das lehnte Linke ab.

## Erinnerungen an die Revolutionszeit
Am 6. November 1918 vormittags erschienen im Nord-Ostsee-Kanal vor Rendsburg Torpedoboote, deren Besatzungen von der Strafanstaltsdirektion die Freilassung der Marineangehörigen verlangten. Andernfalls würden die Beamtenhäuser unter Feuer genommen. Die Direktion beugte sich dem Ultimatum. Linke beschreibt dann, wie der mit einer roten Armbinde gekennzeichnete Führer einer U-Bootsabteilung im Büro des Direktors den Freigelassenen eine kurze Situationsbeschreibung gab:
„… die Admirale [hätten] einen Offensivvorstoss auf eigener Hand und ohne Genehmigung der Reichsleitung zu unternehmen [versucht], wodurch die in Aussicht stehenden Waffenstillstands- und Friedensverhandlungen in Frage gestellt worden wären. Diesem Unternehmen hätte sich die Mannschaft der Flotte widersetzt und dadurch unterbunden. Die Marineoffiziere schritten gegen die Mannschaft ein, ohne von der Regierung daran gehindert zu werden, und um Remedur [Abhilfe] zu schaffen habe die Mannschaft zur Selbsthilfe gegriffen. In Kiel hätte diese Bewegung bereits gesiegt, und als erste und vornehmste Aufgabe sieht die Bewegung die Befreiung ihrer in Gefangenschaft befindlichen Kameraden. Die Kameraden würden es begrüssen, wenn wir uns der Bewegung anschliessen und zur Verfügung stellen würden.“
Im Rendsburger Hafen wurden die Befreiten von der dortigen Regimentskapelle und den U-Bootsfahrern empfangen.
Der Trupp fuhr zunächst nach Kiel. Linke versuchte dann wieder Kontakt zu seinen früheren Kameraden von der SMS Helgoland aufzunehmen. Dazu fuhr er nach Wilhelmshaven, traf jedoch schon in Bremen auf Teile der Besatzung, die sich dem Flottenbefehl widersetzt und damit die vorgesehene „Todesfahrt“ unterbunden hatten. Sie waren verhaftet worden, sollten zu dem Truppenübungsplatz Munsterlager geschafft werden und waren auf dem Weg dorthin maßgeblich an den Revolutionsereignissen in Bremen beteiligt.
Linkes Kameraden erzählten ihm ausführlich von dem geplanten Flottenvorstoß: Nach dem Befehl an die Flotte, sich auf der Jade zu versammeln, vermutete die Mannschaft, „dass die Offiziere etwas unternehmen zu beabsichtigten, womit die Alldeutschen zu ihrer nationalen Volkserhebung Reklame machen können.“ Aufgrund der Beobachtung einiger Matrosen vom Oberlicht aus, wie auf einer Seekarte Messungen von der englischen Küste vorgenommen wurden, wurde angenommen, dass ein Flottenangriff gegen England vorgesehen war. Die Mannschaft war der Ansicht, dass der Vorstoß die Waffenstillstandsverhandlungen hinfällig machen und die Regierung Max von Baden stürzen sollte. Sie weigerten sich Anker zu lichten und verbarrikadierten sich schließlich am Ankerkasten. Von der Schiffsleitung gegen sie vorgeschickte Deckoffiziere wurden mit Gewehrschüssen auf Turm Anna vertrieben. Als das Schwesterschiff Thüringen kapitulierte und dort 600 Besatzungsmitglieder gefangen genommen wurden, kapitulierte auch die Helgoland. Von dort wurden 400 Mann ausgeschifft. Dabei handelte es sich um jene, die Linke jetzt in Bremen wieder getroffen hatte. Kriegsgerichtsrat Loesch, der schon an den Vernehmungen während der Unruhen im Sommer 1917 beteiligt gewesen war, nahm auch jetzt die Untersuchungen auf, doch aufgrund der großen Zahl „ist er mit seiner Arbeit glatt eingefroren.“ In Bremen kam es nach dem Umsturz zu einer großen Demonstration dabei betonte ein Vertreter des Soldatenrats, dass die Unternehmung der Flottenleitung nicht nur 80.000 Menschen zwecklos geopfert hätte, sondern auch die bedingungslose Kapitulation und die Besetzung Deutschlands, der später eine Aufteilung Deutschlands gefolgt wäre, zur Folge gehabt hätte. „Wenn die Regierung des Prinzen Max von Baden in ihrer Kurzsichtigkeit diese patriotische Tat nicht zu würdigen weiss, so hat sie sich dadurch selbst gerichtet.“
Linke übernahm die Führung seiner Kompanie. Nach seiner Darstellung wurden die Tätigkeit, insbesondere Sicherungsdienst und das Verhalten der Marineangehörigen von den Bremer Einwohnern ausdrücklich gelobt. Ende November übernahm die Infanterie den Sicherungsdienst in Bremen und Linke und seine Kameraden fuhren in ihre jeweiligen Heimatorte.

## Weimarer Republik und die Zeit danach
Auf Anforderung des parlamentarischen Untersuchungsausschusses verfasste Linke Antworten auf die ihm zugeschickten Fragen zu den Unruhen in der Marine 1917. Im Werk des Untersuchungsausschusses (WUA) sind diese jedoch nicht veröffentlicht worden. Dort ist lediglich der erwähnte Brief Linkes an Richard Stumpf dokumentiert, in dem er seinen Prozess kurz und mit bitterem Humor zusammenfasste.
Im Jahr 1919 heiratete Linke seine Verlobte Anna Reuter. Das Paar hatte vermutlich eine Tochter. Linke vermählte sich 1941 erneut mit Elsa Anna Martha geb. Fiedler. Diese Ehe blieb kinderlos und wurde bereits sechs Jahre später wieder geschieden. Weitere Informationen über diese Zeit liegen bisher nicht vor. Linke starb in Forst am 8. Januar 1962.

## Rezeption
Huck kommt in seiner Beurteilung zu dem Schluss, dass sich Stumpf und Linke trotz ihrer gänzlich unterschiedlichen Positionen in der Grundtendenz bestätigen. Damit erhöhe sich „die Wahrscheinlichkeit, dass ihre Erlebnisse stellvertretend für viele andere Mannschaftsdienstgrade an Bord der Linien- und Großkampfschiffe der Hochseeflotte gelesen werden dürfen.“